# Човен (геральдика)
Човен і корабель — негеральдична фігура у геральдиці, яка має дуже різні форми зображення.

## Розповідь
Його поява в геральдиці пов'язана з раннім використанням як засобу пересування. У гербі він відтворюється у формах від маленького гребного човна до багатощоглового вітрильника. Всі типи кораблів сильно стилізовані. Форма, зображена на гербі, часто вже не придатна для плавання.
Спочатку він був широко поширений в англійській геральдиці і поступово завоював місце в гербах інших країн. У гербах англійських морських міст, особливо в колишніх британських колоніях, корабель був і залишається поширеним. У новітній геральдиці корабель все частіше використовується від вигляду збоку до вигляду в перспективі.

## Зображення та блазонування
На типовому гербі зображений вітрильник з вітрилами та щоглами з прапорами. Часто зображують три щогли. Човен, на противгу йому, виглядає безщогловим і простим.
У гербі інколи з'являються лише частини кораблів і човнів. Наприклад, кермо або весло, іноді перехрещене з іншим. Тип обраного судна повинен бути описаний. Можливі всі геральдичні кольори, і корабель або човен не завжди повинен плавати у воді.
Часто в гербі можна знайти блакитну основу щита у формі хвилі або балку, зображену так само, як спосіб зображення води.
На човнах і кораблях рідко зображуються інші еральдичні фігури, частіше зустрічається звичайна фігура, наприклад, хрест. На вітрильниках вітрила або вимпели на щоглах прикрашають різними фігурами, які також повинні мати герб.
Особливістю є Ноїв ковчег. Тут зображений корабель, часто з будинком на ньому. Голуб з оливковою гілкою в дзьобі перетворює геральдичну фігуру в ковчег. Для відображення ковчега можливі всі геральдичні тинктури.

## Приклади

Кораблі
Стилізований золотий вітрильник — Тіммендорфер-Штранд, Німеччина
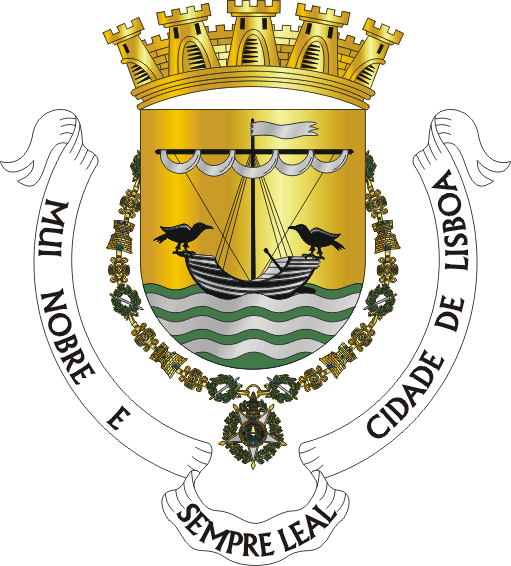
Лісабон, Португалія
Авілес, Іспанія
Шпікерог, Німеччина
Париж, Франція
Калінінград, Росія
Північна Фризія, Німеччина
Вісмар, Німеччина
Вик-ауф-Фер, Німеччина
Тендер, Данія
Кюрасао, Нідерланди
Олешки, Україна
Мурманськ, Росія

Вітрильники
Горностаєві вітрила - Нант, Франція
Трищогловий глісер - Бунде, Німеччина
Штадт-Велен, Німеччина
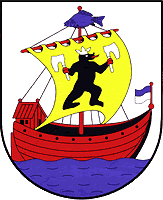
Рослау, Німеччина
Флерсгайм-ам-Майн, Німеччина
Конде-Сент-Ліб'єр, Франція
Сааремаа, Eстонія
Ізмаїл, Україна
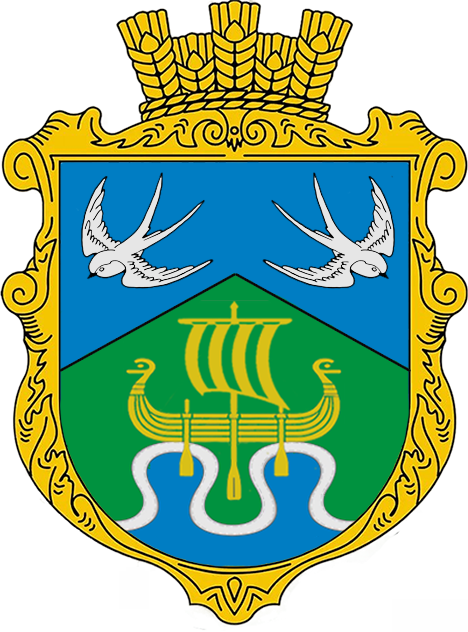
Розльоти, Україна

Човни
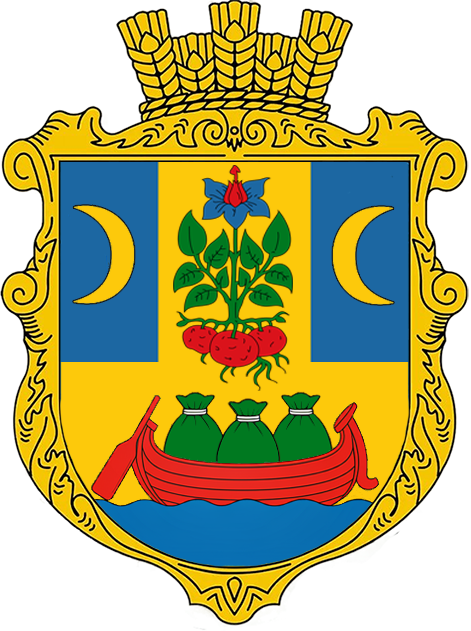
Обтове, Україна
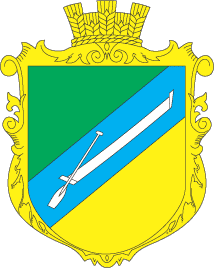
Злазне, Україна

Особливі кораблі
Іллірія
Миколаїв, Україна
Ланцюговий пором - Ольденбюттель, Німеччина
Торф'яна баржа - Остергольц (район)
Арх, Кантон Берн, Швейцарія, (Ноїв ковчег: Промовистий герб)
Ларш (Коррез), Франція